# Coupe du monde de football 1970
Navigation
Angleterre 1966 Allemagne de l'Ouest 1974
La Coupe du monde de football 1970 est la neuvième édition de la Coupe du monde de football. Elle s'est tenue au Mexique du 31 mai au 21 juin 1970.
La compétition est remportée par l'équipe du Brésil, qui s'appuie sur une génération d'attaquants exceptionnelle avec Pelé, Gérson, Jairzinho, Rivellino et Tostão, et qui marque quatre buts lors de la finale face à l'Italie. Cette édition de la Coupe du monde, décrite comme l'une des plus spectaculaires, est également marquée par les dix buts de Gerd Müller (dont deux triplés), et par la demi-finale à suspense Italie-RFA, qualifiée par certains de « Match du siècle », et qui se termine sur le score de 4 buts à 3 pour l'Italie après prolongation.
Le trophée de la Coupe du monde, appelé « Coupe Jules Rimet », mis en jeu lors de la première édition de la compétition en 1930, était destiné à être conservé définitivement par la première équipe qui parviendrait à gagner la Coupe du monde à trois reprises. C'est chose faite pour le Brésil qui est sacré champion du monde pour la troisième fois après 1958 et 1962. Pelé, qui a contribué à toutes ces campagnes victorieuses du Brésil, reste à ce jour le seul joueur vainqueur de trois titres mondiaux.

## Tour préliminaire
Le tour préliminaire fut marqué par la guerre de Cent Heures, aussi appelée guerre du football, qui opposa deux états centre-américains, le Salvador et le Honduras en juillet 1969.

## Équipes qualifiées
Europe
- Angleterre (champion du monde 1966)
- Italie
- Allemagne de l'Ouest
- Roumanie
- Union soviétique
- Bulgarie
- Suède
- Belgique
- Tchécoslovaquie

Amérique du Nord, centrale et caraïbes
- Mexique (pays organisateur)
- Salvador

Amérique du Sud
- Brésil
- Uruguay
- Pérou

Asie-Océanie
- Israël

Afrique
- Maroc

## Stades
| \| Guadalajara León Mexico Puebla Toluca \| Sites de la Coupe du monde 1970 |
| Guadalajara León Mexico Puebla Toluca                                       |

- Guadalajara : Stade Jalisco (70 000 places)
- León : Stade Nou Camp (30 000)
- Mexico : Stade Azteca (107 494)
- Puebla : Stade Cuauhtémoc (31 000)
- Toluca : Stade Nemesio Díez (32 000)

## Résumé
Le format de la compétition est resté le même qu'en 1958, 1962 et 1966 : 16 équipes qualifiées, réparties en quatre groupes de quatre équipes qui se rencontrent au premier tour une fois chacune. Les deux équipes en tête dans chaque groupe sont qualifiées pour les quarts de finale. La principale innovation concerne l'utilisation de la différence de buts pour départager les équipes à égalité de points, évitant ainsi les matchs d'appui pour les places qualificatives (le départage par tirage au sort restant utilisé en dernier recours).
Pour la première fois, le remplacement de joueurs dans le jeu a été autorisé en coupe du monde, à raison de deux substitutions par équipe pendant un match. L'Union soviétique a été la première équipe à faire un changement dans l'histoire de la coupe du monde contre le Mexique dans le match d'ouverture. Viktor Serebryanikov était le premier joueur à être remplacé, par Anatoly Puzach après 45 minutes.
Cette coupe du monde a également vu la première utilisation des cartons jaunes et rouges, critère visuel compréhensible de tous (y compris des spectateurs dans les tribunes), pour signaler respectivement les avertissements et les expulsions (la procédure d'avertissement et d'expulsion existant déjà bien avant 1970). Cinq cartons jaunes ont ainsi été distribués lors du match d'ouverture Mexique contre l'URSS, alors que les arbitres n'ont pas eu à sortir un seul carton rouge sur l'ensemble du tournoi.
Cette coupe du monde était également la première à être télévisée en couleurs. Afin de s'adapter aux horaires des programmes européens, quelques coups d'envoi, dont notamment ceux du match d'ouverture, des quarts de finale et de la finale, ont été donnés à midi. C'était une décision impopulaire pour beaucoup de joueurs et d'entraîneurs en raison de la chaleur intense au Mexique à cette heure.
Cette édition voit aussi le retour de l'Afrique avec la participation du Maroc, deuxième nation africaine présente en phase finale après l'Égypte en 1934, et la présence inédite d'Israël, le représentant du continent asiatique.

## Compétition

### Premier tour

#### Groupe I
Dans le groupe 1, les hôtes mexicains ont suscité les espérances d'une nation entière en accédant aux quarts de finale en compagnie de l'Union soviétique. Cependant la victoire mexicaine face à la Belgique lors de la dernière journée repose sur un penalty contestable. À l'issue des trois journées, l'Union soviétique et le Mexique terminent en tête du groupe à égalité sur tous les critères du règlement (nombre de points et différence de buts). Un tirage au sort est alors effectué entre les deux qualifiés afin de les répartir dans le tableau final : l’Union soviétique reste à la première place et le Mexique hérite de la deuxième place, ce qui curieusement correspond au classement obtenu en utilisant le critère de la meilleure attaque (qui entrera en vigueur en 1974).
| Classement final |                  |     |   |   |   |   |    |    |      |
|                  | Équipe           | Pts | J | G | N | P | BP | BC | Diff |
| 1                | Union soviétique | 5   | 3 | 2 | 1 | 0 | 6  | 1  | +5   |
| 2                | Mexique          | 5   | 3 | 2 | 1 | 0 | 5  | 0  | +5   |
| 3                | Belgique         | 2   | 3 | 1 | 0 | 2 | 4  | 5  | -1   |
| 4                | Salvador         | 0   | 3 | 0 | 0 | 3 | 0  | 9  | -9   |

| 31 mai  | Union soviétique | 0 | 0 | Mexique  |
| 3 juin  | Belgique         | 3 | 0 | Salvador |
| 6 juin  | Union soviétique | 4 | 1 | Belgique |
| 7 juin  | Mexique          | 4 | 0 | Salvador |
| 10 juin | Union soviétique | 2 | 0 | Salvador |
| 11 juin | Mexique          | 1 | 0 | Belgique |

1re journée
| 31 mai 1970 Match d'ouverture     | Mexique | 0 - 0 | Union soviétique | Estadio Azteca, Mexico                             |                                                    |
| 12:00 · Historique des rencontres |         |       |                  | Spectateurs : 107 000 Arbitrage : Kurt Tschenscher | Spectateurs : 107 000 Arbitrage : Kurt Tschenscher |
| 12:00 · Historique des rencontres | Rapport |       |                  | Spectateurs : 107 000 Arbitrage : Kurt Tschenscher | Spectateurs : 107 000 Arbitrage : Kurt Tschenscher |

| 3 juin 1970                       | Belgique                               | 3 - 0 | Salvador | Estadio Azteca, Mexico                            |                                                   |
| 16:00 · Historique des rencontres | Van Moer 12e, 54e · Lambert 76e (pen.) |       |          | Spectateurs : 92 000 Arbitrage : Andrei Rǎdulescu | Spectateurs : 92 000 Arbitrage : Andrei Rǎdulescu |
| 16:00 · Historique des rencontres | Rapport                                |       |          | Spectateurs : 92 000 Arbitrage : Andrei Rǎdulescu | Spectateurs : 92 000 Arbitrage : Andrei Rǎdulescu |

2e journée
| 6 juin 1970                       | Union soviétique                                    | 4 - 1 | Belgique    | Estadio Azteca, Mexico                           |                                                  |
| 16:00 · Historique des rencontres | Bychovets 14e, 63e · Asatiani 57e · Khmelnitsky 76e |       | Lambert 86e | Spectateurs : 59 000 Arbitrage : Rudolf Scheurer | Spectateurs : 59 000 Arbitrage : Rudolf Scheurer |
| 16:00 · Historique des rencontres | Rapport                                             |       |             | Spectateurs : 59 000 Arbitrage : Rudolf Scheurer | Spectateurs : 59 000 Arbitrage : Rudolf Scheurer |

| 7 juin 1970                       | Mexique                                         | 4 - 0 | Salvador | Estadio Azteca, Mexico                       |                                              |
| 12:00 · Historique des rencontres | Valdivia 45e, 46e · Fragoso 58e · Basaguren 83e |       |          | Spectateurs : 103 000 Arbitrage : Ali Kandil | Spectateurs : 103 000 Arbitrage : Ali Kandil |
| 12:00 · Historique des rencontres | Rapport                                         |       |          | Spectateurs : 103 000 Arbitrage : Ali Kandil | Spectateurs : 103 000 Arbitrage : Ali Kandil |

3e journée
| 10 juin 1970                      | Union soviétique   | 2 - 0 | Salvador | Estadio Azteca, Mexico                                  |                                                         |
| 16:00 · Historique des rencontres | Bychovets 51e, 74e |       |          | Spectateurs : 89 000 Arbitrage : Rafael Hormazábal Díaz | Spectateurs : 89 000 Arbitrage : Rafael Hormazábal Díaz |
| 16:00 · Historique des rencontres | Rapport            |       |          | Spectateurs : 89 000 Arbitrage : Rafael Hormazábal Díaz | Spectateurs : 89 000 Arbitrage : Rafael Hormazábal Díaz |

| 11 juin 1970                      | Mexique         | 1 - 0 | Belgique | Estadio Azteca, Mexico                                    |                                                           |
| 16:00 · Historique des rencontres | Peña 14e (pen.) |       |          | Spectateurs : 105 000 Arbitrage : Ángel Norberto Coerezza | Spectateurs : 105 000 Arbitrage : Ángel Norberto Coerezza |
| 16:00 · Historique des rencontres | Rapport         |       |          | Spectateurs : 105 000 Arbitrage : Ángel Norberto Coerezza | Spectateurs : 105 000 Arbitrage : Ángel Norberto Coerezza |

#### Groupe II
Le Groupe 2 a vu l'Uruguay et les champions européens italiens se défaire de la Suède et d'Israël. L'Italie, qualifiée après une série de matchs insipides, montrera cependant la vraie mesure de son talent lors de la phase à élimination directe.
| Classement final |         |     |   |   |   |   |    |    |      |
|                  | Équipe  | Pts | J | G | N | P | BP | BC | Diff |
| 1                | Italie  | 4   | 3 | 1 | 2 | 0 | 1  | 0  | +1   |
| 2                | Uruguay | 3   | 3 | 1 | 1 | 1 | 2  | 1  | +1   |
| 3                | Suède   | 3   | 3 | 1 | 1 | 1 | 2  | 2  | 0    |
| 4                | Israël  | 2   | 3 | 0 | 2 | 1 | 1  | 3  | -2   |

| 2 juin  | Uruguay | 2 | 0 | Israël  |
| 3 juin  | Italie  | 1 | 0 | Suède   |
| 6 juin  | Uruguay | 0 | 0 | Italie  |
| 7 juin  | Suède   | 1 | 1 | Israël  |
| 10 juin | Suède   | 1 | 0 | Uruguay |
| 11 juin | Israël  | 0 | 0 | Italie  |

1re journée
| 2 juin 1970                       | Uruguay                  | 2 - 0 | Israël | Stade Cuauhtémoc, Puebla                      |                                               |
| 16:00 · Historique des rencontres | Maneiro 23e · Mujica 50e |       |        | Spectateurs : 20 000 Arbitrage : Bob Davidson | Spectateurs : 20 000 Arbitrage : Bob Davidson |
| 16:00 · Historique des rencontres | Rapport                  |       |        | Spectateurs : 20 000 Arbitrage : Bob Davidson | Spectateurs : 20 000 Arbitrage : Bob Davidson |

| 3 juin 1970                       | Italie         | 1 - 0 | Suède | Estadio Luis Dosal, Toluca                   |                                              |
| 16:00 · Historique des rencontres | Domenghini 10e |       |       | Spectateurs : 14 000 Arbitrage : Jack Taylor | Spectateurs : 14 000 Arbitrage : Jack Taylor |
| 16:00 · Historique des rencontres | Rapport        |       |       | Spectateurs : 14 000 Arbitrage : Jack Taylor | Spectateurs : 14 000 Arbitrage : Jack Taylor |

2e journée
| 6 juin 1970                       | Uruguay | 0 - 0 | Italie | Stade Cuauhtémoc, Puebla                       |                                                |
| 16:00 · Historique des rencontres |         |       |        | Spectateurs : 30 000 Arbitrage : Rudi Glöckner | Spectateurs : 30 000 Arbitrage : Rudi Glöckner |
| 16:00 · Historique des rencontres | Rapport |       |        | Spectateurs : 30 000 Arbitrage : Rudi Glöckner | Spectateurs : 30 000 Arbitrage : Rudi Glöckner |

| 7 juin 1970                       | Israël       | 1 - 1 | Suède        | Estadio Luis Dosal, Toluca                       |                                                  |
| 12:00 · Historique des rencontres | Spiegler 56e |       | Turesson 53e | Spectateurs : 10 000 Arbitrage : Seyoum Tarekegn | Spectateurs : 10 000 Arbitrage : Seyoum Tarekegn |
| 12:00 · Historique des rencontres | Rapport      |       |              | Spectateurs : 10 000 Arbitrage : Seyoum Tarekegn | Spectateurs : 10 000 Arbitrage : Seyoum Tarekegn |

3e journée
| 10 juin 1970                      | Suède     | 1 - 0 | Uruguay | Stade Cuauhtémoc, Puebla                        |                                                 |
| 16:00 · Historique des rencontres | Grahn 90e |       |         | Spectateurs : 18 000 Arbitrage : Henry Landauer | Spectateurs : 18 000 Arbitrage : Henry Landauer |
| 16:00 · Historique des rencontres | Rapport   |       |         | Spectateurs : 18 000 Arbitrage : Henry Landauer | Spectateurs : 18 000 Arbitrage : Henry Landauer |

| 11 juin 1970                      | Italie  | 0 - 0 | Israël | Estadio Luis Dosal, Toluca                               |                                                          |
| 16:00 · Historique des rencontres |         |       |        | Spectateurs : 10 000 Arbitrage : Ayrton Vieira de Moraes | Spectateurs : 10 000 Arbitrage : Ayrton Vieira de Moraes |
| 16:00 · Historique des rencontres | Rapport |       |        | Spectateurs : 10 000 Arbitrage : Ayrton Vieira de Moraes | Spectateurs : 10 000 Arbitrage : Ayrton Vieira de Moraes |

#### Groupe III
Dans le match opposant le Brésil à la Tchécoslovaquie, Pelé, audacieux, a tenté un lob du milieu du terrain sur le gardien de but tchécoslovaque, Ivo Viktor, manquant le cadre d'un rien. Une action jamais vue auparavant dans une Coupe du monde. Quant au « désaccord des champions » entre le Brésil et l'Angleterre, il a été à la hauteur de toutes les espérances, avec le Brésil gagnant un match de haute qualité sur le score de 1-0. Durant la partie, Gordon Banks, gardien de but de l'Angleterre, effectua notamment l'un des plus beaux arrêts du mondial à la suite d'une tête de Pelé aux 6 mètres.
| Classement final |                 |     |   |   |   |   |    |    |      |
|                  | Équipe          | Pts | J | G | N | P | BP | BC | Diff |
| 1                | Brésil          | 6   | 3 | 3 | 0 | 0 | 8  | 3  | +5   |
| 2                | Angleterre      | 4   | 3 | 2 | 0 | 1 | 2  | 1  | +1   |
| 3                | Roumanie        | 2   | 3 | 1 | 0 | 2 | 4  | 5  | -1   |
| 4                | Tchécoslovaquie | 0   | 3 | 0 | 0 | 3 | 2  | 7  | -5   |

| 2 juin  | Angleterre | 1 | 0 | Roumanie        |
| 3 juin  | Brésil     | 4 | 1 | Tchécoslovaquie |
| 6 juin  | Roumanie   | 2 | 1 | Tchécoslovaquie |
| 7 juin  | Brésil     | 1 | 0 | Angleterre      |
| 10 juin | Brésil     | 3 | 2 | Roumanie        |
| 11 juin | Angleterre | 1 | 0 | Tchécoslovaquie |

1re journée
| 2 juin 1970                       | Angleterre | 1 - 0 | Roumanie | Estadio Jalisco, Guadalajara                  |                                               |
| 16:00 · Historique des rencontres | Hurst 65e  |       |          | Spectateurs : 50 560 Arbitrage : Vital Loraux | Spectateurs : 50 560 Arbitrage : Vital Loraux |
| 16:00 · Historique des rencontres | Rapport    |       |          | Spectateurs : 50 560 Arbitrage : Vital Loraux | Spectateurs : 50 560 Arbitrage : Vital Loraux |

| 3 juin 1970                       | Brésil                                       | 4 - 1 | Tchécoslovaquie | Estadio Jalisco, Guadalajara                   |                                                |
| 16:00 · Historique des rencontres | Rivelino 24e · Pelé 59e · Jairzinho 61e, 81e |       | Petráš 11e      | Spectateurs : 52 897 Arbitrage : Ramon Barreto | Spectateurs : 52 897 Arbitrage : Ramon Barreto |
| 16:00 · Historique des rencontres | Rapport                                      |       |                 | Spectateurs : 52 897 Arbitrage : Ramon Barreto | Spectateurs : 52 897 Arbitrage : Ramon Barreto |

2e journée
| 6 juin 1970                       | Roumanie                          | 2 - 1 | Tchécoslovaquie | Estadio Jalisco, Guadalajara                  |                                               |
| 16:00 · Historique des rencontres | Neagu 52e · Dumitrache 75e (pen.) |       | Petráš 5e       | Spectateurs : 56 818 Arbitrage : Diego De Leo | Spectateurs : 56 818 Arbitrage : Diego De Leo |
| 16:00 · Historique des rencontres | Rapport                           |       |                 | Spectateurs : 56 818 Arbitrage : Diego De Leo | Spectateurs : 56 818 Arbitrage : Diego De Leo |

| 7 juin 1970                       | Brésil        | 1 - 0 | Angleterre | Estadio Jalisco, Guadalajara                   |                                                |
| 12:00 · Historique des rencontres | Jairzinho 59e |       |            | Spectateurs : 66 834 Arbitrage : Abraham Klein | Spectateurs : 66 834 Arbitrage : Abraham Klein |
| 12:00 · Historique des rencontres | Rapport       |       |            | Spectateurs : 66 834 Arbitrage : Abraham Klein | Spectateurs : 66 834 Arbitrage : Abraham Klein |

3e journée
| 10 juin 1970                      | Brésil                        | 3 - 2 | Roumanie                         | Estadio Jalisco, Guadalajara                         |                                                      |
| 16:00 · Historique des rencontres | Pelé 19e, 67e · Jairzinho 22e |       | Dumitrache 34e · Dembrovschi 84e | Spectateurs : 50 804 Arbitrage : Ferdinand Marschall | Spectateurs : 50 804 Arbitrage : Ferdinand Marschall |
| 16:00 · Historique des rencontres | Rapport                       |       |                                  | Spectateurs : 50 804 Arbitrage : Ferdinand Marschall | Spectateurs : 50 804 Arbitrage : Ferdinand Marschall |

| 11 juin 1970                      | Angleterre        | 1 - 0 | Tchécoslovaquie | Estadio Jalisco, Guadalajara                  |                                               |
| 16:00 · Historique des rencontres | Clarke 50e (pen.) |       |                 | Spectateurs : 49 262 Arbitrage : Roger Machin | Spectateurs : 49 262 Arbitrage : Roger Machin |
| 16:00 · Historique des rencontres | Rapport           |       |                 | Spectateurs : 49 262 Arbitrage : Roger Machin | Spectateurs : 49 262 Arbitrage : Roger Machin |

#### Groupe IV
Dans le groupe 4, le Pérou avec son jeu d'attaque modèle a créé la sensation en battant la Bulgarie 3-2 alors qu'il était mené 0-2 après 49 minutes de jeu. Qualifié pour les quarts de finale après ses deux premiers matchs, le Pérou est battu par une forte équipe allemande et doit se contenter de la seconde place du groupe.
| Classement final |                      |     |   |   |   |   |    |    |      |
|                  | Équipe               | Pts | J | G | N | P | BP | BC | Diff |
| 1                | Allemagne de l'Ouest | 6   | 3 | 3 | 0 | 0 | 10 | 4  | +6   |
| 2                | Pérou                | 4   | 3 | 2 | 0 | 1 | 7  | 5  | +2   |
| 3                | Bulgarie             | 1   | 3 | 0 | 1 | 2 | 5  | 9  | -4   |
| 4                | Maroc                | 1   | 3 | 0 | 1 | 2 | 2  | 6  | -4   |

| 2 juin  | Pérou                | 3 | 2 | Bulgarie |
| 3 juin  | Allemagne de l'Ouest | 2 | 1 | Maroc    |
| 6 juin  | Pérou                | 3 | 0 | Maroc    |
| 7 juin  | Allemagne de l'Ouest | 5 | 2 | Bulgarie |
| 10 juin | Allemagne de l'Ouest | 3 | 1 | Pérou    |
| 11 juin | Bulgarie             | 1 | 1 | Maroc    |

1re journée
| 2 juin 1970                       | Pérou                                       | 3 - 2 | Bulgarie                     | Estadio Nou Camp, León                             |                                                    |
| 16:00 · Historique des rencontres | Gallardo 50e · Chumpitaz 55e · Cubillas 73e |       | Dermendzhiev 13e · Bonev 49e | Spectateurs : 13 765 Arbitrage : Antonio Sbardella | Spectateurs : 13 765 Arbitrage : Antonio Sbardella |
| 16:00 · Historique des rencontres | Rapport                                     |       |                              | Spectateurs : 13 765 Arbitrage : Antonio Sbardella | Spectateurs : 13 765 Arbitrage : Antonio Sbardella |

| 3 juin 1970                       | Allemagne de l'Ouest    | 2 - 1 | Maroc     | Estadio Nou Camp, León                              |                                                     |
| 16:00 · Historique des rencontres | Seeler 56e · Müller 78e |       | Jarir 21e | Spectateurs : 12 942 Arbitrage : Laurens van Ravens | Spectateurs : 12 942 Arbitrage : Laurens van Ravens |
| 16:00 · Historique des rencontres | Rapport                 |       |           | Spectateurs : 12 942 Arbitrage : Laurens van Ravens | Spectateurs : 12 942 Arbitrage : Laurens van Ravens |

2e journée
| 6 juin 1970                       | Pérou                         | 3 - 0 | Maroc | Estadio Nou Camp, León                           |                                                  |
| 16:00 · Historique des rencontres | Cubillas 65e, 75e · Chale 67e |       |       | Spectateurs : 13 537 Arbitrage : Tofik Bakhramov | Spectateurs : 13 537 Arbitrage : Tofik Bakhramov |
| 16:00 · Historique des rencontres | Rapport                       |       |       | Spectateurs : 13 537 Arbitrage : Tofik Bakhramov | Spectateurs : 13 537 Arbitrage : Tofik Bakhramov |

| 7 juin 1970                       | Allemagne de l'Ouest                                  | 5 - 2 | Bulgarie                  | Estadio Nou Camp, León                                        |                                                               |
| 12:00 · Historique des rencontres | Libuda 20e · Müller 27e, 52e (pen.), 88e · Seeler 67e |       | Nikodimov 12e · Kolev 89e | Spectateurs : 12 710 Arbitrage : José María Ortiz de Mendíbil | Spectateurs : 12 710 Arbitrage : José María Ortiz de Mendíbil |
| 12:00 · Historique des rencontres | Rapport                                               |       |                           | Spectateurs : 12 710 Arbitrage : José María Ortiz de Mendíbil | Spectateurs : 12 710 Arbitrage : José María Ortiz de Mendíbil |

3e journée
| 10 juin 1970                      | Allemagne de l'Ouest | 3 - 1 | Pérou        | Estadio Nou Camp, León                                 |                                                        |
| 16:00 · Historique des rencontres | Müller 19e, 26e, 39e |       | Cubillas 44e | Spectateurs : 17 875 Arbitrage : Abel Aguilar Elizalde | Spectateurs : 17 875 Arbitrage : Abel Aguilar Elizalde |
| 16:00 · Historique des rencontres | Rapport              |       |              | Spectateurs : 17 875 Arbitrage : Abel Aguilar Elizalde | Spectateurs : 17 875 Arbitrage : Abel Aguilar Elizalde |

| 11 juin 1970                      | Maroc         | 1 - 1 | Bulgarie    | Estadio Nou Camp, León                                    |                                                           |
| 16:00 · Historique des rencontres | Ghazouani 61e |       | Zhechev 40e | Spectateurs : 12 299 Arbitrage : Antonio Ribeiro Saldanha | Spectateurs : 12 299 Arbitrage : Antonio Ribeiro Saldanha |
| 16:00 · Historique des rencontres | Rapport       |       |             | Spectateurs : 12 299 Arbitrage : Antonio Ribeiro Saldanha | Spectateurs : 12 299 Arbitrage : Antonio Ribeiro Saldanha |

### Tableau final
|  | Quarts de finale      | Quarts de finale |                  |                      | Demi-finales           | Demi-finales           |   |  | Finale               | Finale           |
|  | Quarts de finale      | Quarts de finale |                  |                      | Demi-finales           | Demi-finales           |   |  | Finale               | Finale           |
|  |                       |                  |                  |                      |                        |                        |   |  |                      |                  |
|  | 14 juin / Mexico      | 14 juin / Mexico |                  |                      | 17 juin / Guadalajara  | 17 juin / Guadalajara  |   |  | 21 juin / Mexico     | 21 juin / Mexico |
|  | 14 juin / Mexico      | 14 juin / Mexico |                  |                      | 17 juin / Guadalajara  | 17 juin / Guadalajara  |   |  | 21 juin / Mexico     | 21 juin / Mexico |
|  | Union soviétique      | 0                |                  |                      | 17 juin / Guadalajara  | 17 juin / Guadalajara  |   |  | 21 juin / Mexico     | 21 juin / Mexico |
|  | Union soviétique      | 0                |                  |                      | 17 juin / Guadalajara  | 17 juin / Guadalajara  |   |  | 21 juin / Mexico     | 21 juin / Mexico |
|  | Uruguay               | 1 ap             |                  |                      | 17 juin / Guadalajara  | 17 juin / Guadalajara  |   |  | 21 juin / Mexico     | 21 juin / Mexico |
|  | Uruguay               | 1 ap             | Uruguay          | 1                    |                        |                        |   |  | 21 juin / Mexico     | 21 juin / Mexico |
|  | 14 juin / Guadalajara |                  | Uruguay          | 1                    |                        |                        |   |  | 21 juin / Mexico     | 21 juin / Mexico |
|  |                       | Brésil           | 3                |                      |                        |                        |   |  | 21 juin / Mexico     | 21 juin / Mexico |
|  | Brésil                | Brésil           | 3                | 4                    |                        |                        |   |  | 21 juin / Mexico     | 21 juin / Mexico |
|  | Brésil                |                  |                  | 4                    |                        |                        |   |  | 21 juin / Mexico     | 21 juin / Mexico |
|  | Pérou                 | 2                |                  |                      |                        |                        |   |  | 21 juin / Mexico     | 21 juin / Mexico |
|  | Pérou                 | 2                | Brésil           | 4                    |                        |                        |   |  |                      |                  |
|  | 14 juin / Toluca      |                  | Brésil           | 4                    |                        |                        |   |  |                      |                  |
|  |                       | Italie           | 1                |                      |                        |                        |   |  |                      |                  |
|  | Italie                | Italie           | 1                | 4                    |                        |                        |   |  |                      |                  |
|  | Italie                | 17 juin / Mexico |                  | 4                    |                        |                        |   |  |                      |                  |
|  | Mexique               | 1                |                  |                      |                        |                        |   |  |                      |                  |
|  | Mexique               | 1                | Italie           | 4 ap                 |                        |                        |   |  |                      |                  |
|  | 14 juin / León        | 14 juin / León   | Italie           | 4 ap                 | Match pour la 3e place | Match pour la 3e place |   |  |                      |                  |
|  | 14 juin / León        | 14 juin / León   |                  | Allemagne de l'Ouest | Match pour la 3e place | Match pour la 3e place | 3 |  |                      |                  |
|  | Allemagne de l'Ouest  | 3 ap             | 20 juin / Mexico | 20 juin / Mexico     |                        |                        | 3 |  |                      |                  |
|  | Allemagne de l'Ouest  | 3 ap             | 20 juin / Mexico | 20 juin / Mexico     |                        |                        |   |  |                      |                  |
|  | Angleterre            | 2                |                  | Uruguay              | 0                      |                        |   |  |                      |                  |
|  | Angleterre            | 2                |                  | Uruguay              | 0                      |                        |   |  |                      |                  |
|  |                       |                  |                  |                      |                        |                        |   |  | Allemagne de l'Ouest | 1                |
|  |                       |                  |                  |                      |                        |                        |   |  | Allemagne de l'Ouest | 1                |

#### Quarts de finale
Les quarts de finale ont vu une Italie transformée s'imposer 4-1 sur l'hôte mexicain après avoir encaissé le premier but. Victoire du Brésil sur le Pérou 4-2 après un match spectaculaire entre deux équipes portées vers l'attaque. L'Uruguay a défait, après prolongation, une équipe d'Union soviétique qui partait pourtant favorite.
Le dernier quart de finale, un « remake » de la finale 1966 entre l'Angleterre et la République fédérale d'Allemagne, produit un des grands matchs de l'histoire de la Coupe du monde. Après cinquante minutes, l'Angleterre mène 2-0 et a déjà un pied en demi-finale. C'est alors que l'entraîneur de l'Angleterre Alf Ramsey, trop confiant, décide de sortir un de ses joueurs-clés, Bobby Charlton, afin de l'épargner pour la suite du tournoi. Mais sans Charlton, l'Angleterre perd son emprise sur le jeu et ne peut contenir les implacables attaques allemandes. Après que Franz Beckenbauer a réduit l'écart d'un tir puissant 2-1, la RFA égalise à huit minutes de la fin sur une tête d'Uwe Seeler et une hésitation fatidique du gardien de but remplaçant Peter Bonetti (Gordon Banks étant absent pour cause d'intoxication alimentaire). L'élan anglais était irrévocablement brisé et la RFA tiendra sa revanche grâce au but de la victoire signé Gerd Müller durant la prolongation (après une autre erreur de Bonetti).
| 14 juin 1970                      | Allemagne de l'Ouest                       | 3 - 2 a. p. | Angleterre               | Estadio Nou Camp, León                                   |                                                          |
| 12:00 · Historique des rencontres | Beckenbauer 68e · Seeler 76e · Müller 108e |             | Mullery 31e · Peters 49e | Spectateurs : 23 357 Arbitrage : Ángel Norberto Coerezza | Spectateurs : 23 357 Arbitrage : Ángel Norberto Coerezza |
| 12:00 · Historique des rencontres | Rapport                                    |             |                          | Spectateurs : 23 357 Arbitrage : Ángel Norberto Coerezza | Spectateurs : 23 357 Arbitrage : Ángel Norberto Coerezza |

| 14 juin 1970                      | Brésil                                         | 4 - 2 | Pérou                       | Estadio Jalisco, Guadalajara                  |                                               |
| 12:00 · Historique des rencontres | Rivelino 11e · Tostão 15e, 52e · Jairzinho 75e |       | Gallardo 28e · Cubillas 70e | Spectateurs : 54 270 Arbitrage : Vital Loraux | Spectateurs : 54 270 Arbitrage : Vital Loraux |
| 12:00 · Historique des rencontres | Rapport                                        |       |                             | Spectateurs : 54 270 Arbitrage : Vital Loraux | Spectateurs : 54 270 Arbitrage : Vital Loraux |

| 14 juin 1970                      | Italie                                        | 4 - 1 | Mexique      | Estadio Luis Dosal, Toluca                       |                                                  |
| 12:00 · Historique des rencontres | Guzmán 25e (csc) · Riva 63e, 76e · Rivera 70e |       | González 13e | Spectateurs : 26 851 Arbitrage : Rudolf Scheurer | Spectateurs : 26 851 Arbitrage : Rudolf Scheurer |
| 12:00 · Historique des rencontres | Rapport                                       |       |              | Spectateurs : 26 851 Arbitrage : Rudolf Scheurer | Spectateurs : 26 851 Arbitrage : Rudolf Scheurer |

| 14 juin 1970                      | Uruguay        | 1 - 0 a. p. | Union soviétique | Estadio Azteca, Mexico                              |                                                     |
| 12:00 · Historique des rencontres | Espárrago 116e |             |                  | Spectateurs : 24 550 Arbitrage : Laurens van Ravens | Spectateurs : 24 550 Arbitrage : Laurens van Ravens |
| 12:00 · Historique des rencontres | Rapport        |             |                  | Spectateurs : 24 550 Arbitrage : Laurens van Ravens | Spectateurs : 24 550 Arbitrage : Laurens van Ravens |

#### Demi-finales
Les demi-finales présentent des affiches de prestige, les quatre équipes ayant toutes au moins un titre mondial à leur palmarès. Le Brésil défait l'Uruguay 3-1 dans une demi-finale 100% sud-américaine au goût de finale, qui a vu un moment lumineux du « roi Pelé » : sur une ouverture au ras du sol, Pelé se trouve à l'entrée de la surface de réparation face au gardien uruguayen, Ladislao Mazurkiewicz, avec un ballon venant sur sa gauche. Le gardien se focalise uniquement sur Pelé et anticipe une prise de balle de ce dernier. Or le Brésilien laisse volontairement filer le ballon sans le toucher et effectue un grand pont sur le gardien qui est trompé par la feinte. Mais ce coup de génie n'aura pas le destin qu'il mérite car, après avoir récupéré le ballon dans le dos de Mazurkiewicz, Pelé croise trop son tir face au but vide, la balle frôlant seulement le poteau. Il s'agit pour beaucoup d'un des plus beaux gestes de Pelé, illustrant le sens de l'innovation de ce joueur d'exception.
L'autre demi-finale, entre l'Italie et la République fédérale d'Allemagne, est considérée comme l'un des plus grands matchs de l'histoire de la Coupe du monde. L'Italie ouvre le score en début de rencontre par Roberto Boninsegna à la suite d'un excellent une-deux avec Luigi Riva. La RFA se montre patiente dans le jeu et parvient à égaliser par Karl-Heinz Schnellinger à la 90e minute. Durant la prolongation, Gerd Müller donne l'avantage à l'Allemagne à la 94e minute avant que l'Italie ne revienne à la marque par le défenseur Tarcisio Burgnich (son unique but international hors match amical). Le chassé-croisé au tableau d'affichage se poursuit : à la 104e minute, Riva trompe le gardien allemand Sepp Maier et signe le troisième but italien (3-2), puis Müller égalise six minutes plus tard (3-3). La télévision est en train de retransmettre le ralenti du but allemand quand le milieu italien Gianni Rivera, esseulé au point de penalty, prend à contre-pied le gardien allemand sur un bon centre en retrait de Boninsegna (4-3). Franz Beckenbauer a continué de jouer après avoir eu la clavicule cassée à la suite d'un choc avec un Italien pendant cette prolongation, car le sélectionneur ouest-allemand Helmut Schön avait déjà effectué les deux remplacements autorisés. Beckenbauer, qui était critiqué avant le match du côté allemand, est ainsi resté sur le terrain jusqu'à la fin du match avec un bras en écharpe, image devenue le symbole de son courage et de sa persévérance. De par son scénario riche en émotions, cette rencontre Italie-RFA est considérée par certains comme le « Match du siècle » (« Partita del Secolo » en italien et « Jahrhundertspiel » en allemand). Un monument sur l'Estadio Azteca à Mexico commémore d'ailleurs cette partie.
| 17 juin 1970                      | Brésil                                       | 3 - 1   | Uruguay     | Estadio Jalisco, Guadalajara                                  |                                                               |
| 16:00 · Historique des rencontres | Clodoaldo 44e · Jairzinho 76e · Rivelino 89e | (1 - 1) | Cubilla 19e | Spectateurs : 51 261 Arbitrage : José María Ortiz de Mendíbil | Spectateurs : 51 261 Arbitrage : José María Ortiz de Mendíbil |
| 16:00 · Historique des rencontres | Rapport                                      |         |             | Spectateurs : 51 261 Arbitrage : José María Ortiz de Mendíbil | Spectateurs : 51 261 Arbitrage : José María Ortiz de Mendíbil |

| 17 juin 1970                      | Italie                                                 | 4 - 3 a. p.    | Allemagne de l'Ouest                | Estadio Azteca, Mexico                            |                                                   |
| 16:00 · Historique des rencontres | Boninsegna 8e · Burgnich 98e · Riva 104e · Rivera 111e | (1 - 0, 1 - 1) | Schnellinger 90e · Müller 94e, 110e | Spectateurs : 102 444 Arbitrage : Arturo Yamasaki | Spectateurs : 102 444 Arbitrage : Arturo Yamasaki |
| 16:00 · Historique des rencontres | Rapport                                                |                |                                     | Spectateurs : 102 444 Arbitrage : Arturo Yamasaki | Spectateurs : 102 444 Arbitrage : Arturo Yamasaki |

#### Match pour la troisième place
| 20 juin 1970                      | Allemagne de l'Ouest | 1 - 0   | Uruguay | Estadio Azteca, Mexico                              |                                                     |
| 16:00 · Historique des rencontres | Overath 26e          | (1 - 0) |         | Spectateurs : 104 403 Arbitrage : Antonio Sbardella | Spectateurs : 104 403 Arbitrage : Antonio Sbardella |
| 16:00 · Historique des rencontres | Rapport              |         |         | Spectateurs : 104 403 Arbitrage : Antonio Sbardella | Spectateurs : 104 403 Arbitrage : Antonio Sbardella |

L'affiche de ce match pour la 3e place se reproduira quarante ans plus tard à la Coupe du monde 2010 avec encore une victoire de l'Allemagne (3-2).

#### Finale
Dans la finale, le Brésil frappe le premier et prend logiquement l'avantage grâce à une tête de Pelé sur un centre de Rivelino à la 18e minute. Mais Roberto Boninsegna profite d'une erreur défensive brésilienne pour remettre les deux équipes à égalité avant la mi-temps et maintenir l'espoir dans le camp italien. En deuxième mi-temps, l'Italie reste accrochée à son système défensif prudent mais, passé l'heure de jeu, elle craque face à la puissance de feu et la créativité du Brésil. Gérson double la mise pour le Brésil d'un tir puissant des 20 mètres. Il frappe ensuite un coup franc des 40 m sur Pelé qui remet de la tête sur Jairzinho lancé qui ne peut que marquer. Enfin, après une magnifique démonstration de maîtrise collective face à des Italiens déboussolés, Pelé décale son capitaine Carlos Alberto sur le flanc droit pour le dernier but. Ce but de Carlos Alberto, après une série de mouvements par l'équipe brésilienne de la gauche au centre, est considéré comme l'un des plus grands buts jamais marqués dans l'histoire du tournoi. Cette victoire a consacré les premiers triple champions (« tri-campeão » en portugais) du monde. Du côté italien, une vive polémique s'installe à propos du joueur vedette et Ballon d'or en titre, Gianni Rivera, qui n'est entré en jeu qu'à la 84e minute.
Avec cette troisième victoire (faisant suite à celles de 1958 et 1962), le Brésil a gagné le droit de conserver définitivement la coupe Jules Rimet (celle-ci a cependant été volée en 1983 à Rio de Janeiro et n'a jamais été récupérée). L'entraîneur brésilien Mário Zagallo fut le premier footballeur à devenir champion du monde en tant que joueur (1958, 1962) et entraîneur (1970), et Pelé a fini sa carrière en Coupe de monde en tant que premier joueur à avoir gagné trois coupes du monde.
| Entraîneur :  |
| Mário Zagallo |

| Entraîneur :         |
| Ferruccio Valcareggi |

| Entraîneur :  |
| Mário Zagallo |

| Entraîneur :         |
| Ferruccio Valcareggi |

## Meilleurs buteurs
L'excellent ailier brésilien Jairzinho a marqué au moins un but dans chacune des six rencontres disputées par son équipe au cours de la phase finale (dans le premier match, contre la Tchécoslovaquie, il en a marqué deux), un exploit unique dans l’histoire de la Coupe du monde pour une nation finaliste. Cependant, le meilleur buteur du tournoi est l'Allemand Gerd Müller avec un total impressionnant de 10 buts. Müller a réalisé deux « hat-trick » (trois buts dans une partie) au premier tour lors de deux matchs consécutifs, contre la Bulgarie puis le Pérou. Buteur pour l'Allemagne à chaque rencontre jusqu'en demi-finale, il n'a cependant pas réussi à marquer dans le dernier match (pour la 3e place) contre l'Uruguay (1-0).
10 buts
- Gerd Müller

7 buts
- Jairzinho

5 buts
- Teófilo Cubillas

4 buts
- Pelé
- Anatoli Bychovets

3 buts
- Rivelino
- Gigi Riva
- Uwe Seeler

2 buts
- Raoul Lambert
- Wilfried Van Moer
- Tostao
- Roberto Boninsegna
- Gianni Rivera
- Javier Valdivia
- Alberto Gallardo
- Florea Dumitrache
- Ladislav Petráš

## Dans la culture
- Le film documentaire Pelé de 2021 évoque longuement la Coupe du monde 1970.